# RKBミッドナイトコンサート
RKBミッドナイトコンサート（あーるけーびーみっどないとこんさーと）は2007年4月から2009年3月までRKB毎日放送（RKBラジオ）で放送されていた音楽番組である。

## 番組概要
山本がトークを交えつつクラシック、イージーリスニング、ミュージカル音楽、オペラ、ジャズ、映画音楽などの楽曲を紹介していく。

## 放送時間
- 土曜日 27:00〜28:00（JST）

年に数回、送信施設の大規模なメンテナンスがある週は放送休止になる。

## パーソナリティ
- 山本真理子

## コーナー
- スクリーンに恋して - 主に、映画音楽を中心に曲を流すコーナー。
- クラシックのトリビア - クラシック音楽の作曲家の人柄やエピソードを語り、取り上げた作曲家の曲を流すコーナー。
- クラシックをポップスに - クラシック音楽をポップス風にリメイクした曲を始めは原曲、その後にリメイクした曲を流すコーナー。
- リラックスシート - 主に、イージーリスニングやミュージカル音楽などを中心に曲を流すコーナー。
- コンサート情報 - エリア内のコンサートライブの情報を紹介するコーナー。